# Ño
Ño (m.) o ña (f.) es un tratamiento que antecede a nombres de persona para mostrarles respeto, apócope de «señor, -ra», y equivalente a don, doña. Es común en las zonas rurales de América Latina, mientras que en España su uso es nulo. También se puede dar la variante ñor, ñora, en ese caso es una aféresis. 
Antiguamente, ño era usado por la clase humilde de la sociedad americana para referirse a su patrón, patrona. Está ligado a la cultura gaucha de Argentina y a los afroamericanos del Perú. No obstante, en la actualidad el uso de ño está decayendo.

## En la cultura popular

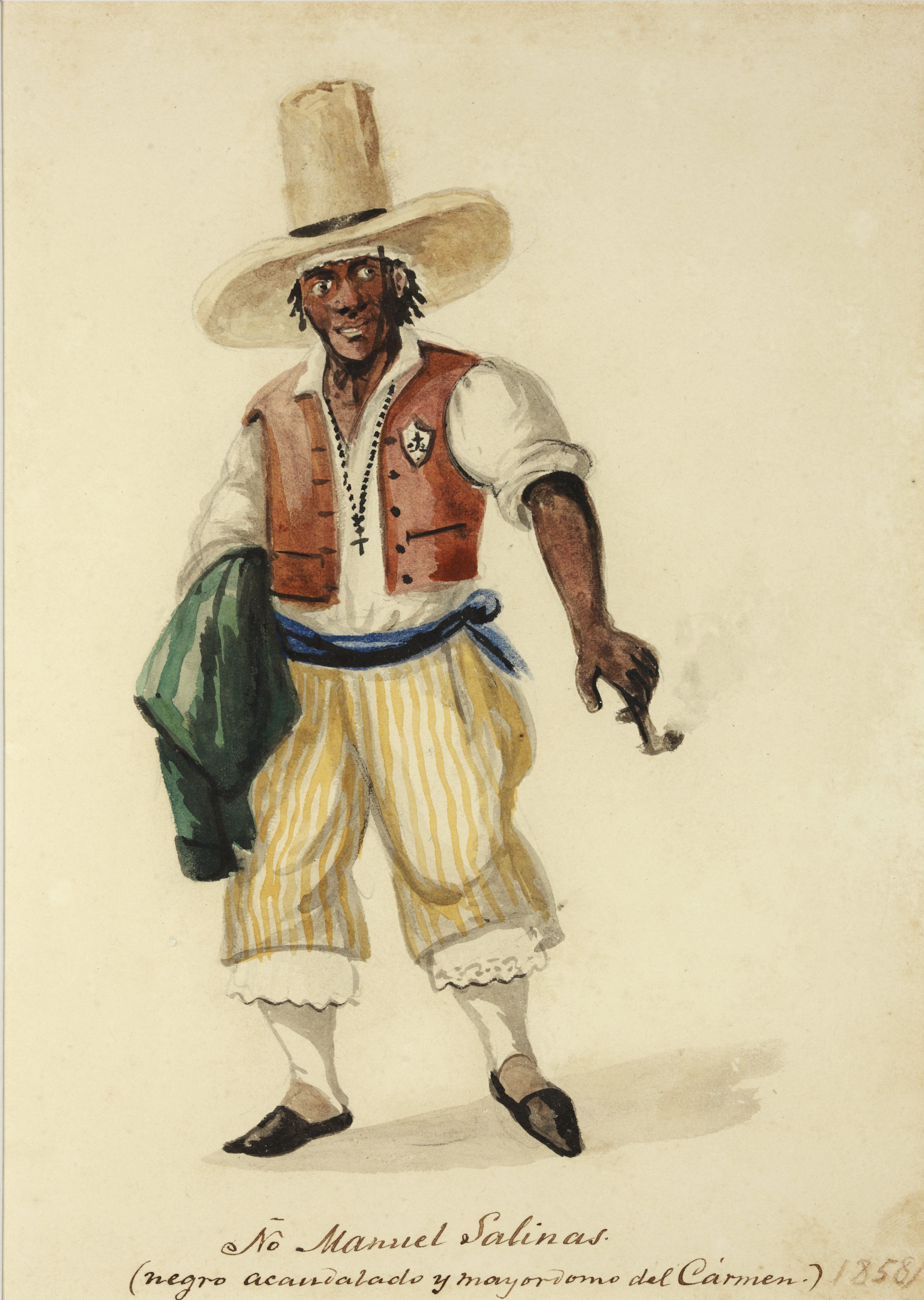
Ño Manuel Salinas (negro acaudalado y mayordomo del Carmen) (1858) por Pancho Fierro

Muchas celebraciones de carnaval en los Andes incluyen al personaje popular Ño Carnavalón. Éste es un muñeco de gran tamaño que acompaña el desfile de carnaval y representa el jolgorio y la alegría de la fiesta. La figura del Ño Carnavalón se puede encontrar principalmente en Perú, aunque también en Bolivia y Chile. 
Originalmente, entre los santeros de Cuba, ño fue un tratamiento de respeto para los babalawos, es decir, los sacerdotes. Ño Remigio Herrera Adeshina y Ño Carlos Adé Bi, esclavos negros, fueron dos figuras principales de la entra del culto orisha en la isla.
Ño Toribio es una historieta gaucha publicada en el periódico El Laborista durante el año 1946 sobre un sexagenario gaucho el cual es bebedor, oportunista y mujeriego.
En el Perú, una comedia teatral de Manuel Ascencio Segura, estrenada en 1845, tuvo por título Ña Catita. Ño es una partícula recurrente en la música afroperuana o para designar a personas afroperuanas. Una de las acuarelas más célebres del pintor Pancho Fierro sobre la sociedad peruana es la de Ño Manuel Salinas (1858), según su propia descripción, un «negro acaudalado y mayordomo del Carmen». También pintó a Ño Juan José Cabezudo, un famoso cocinero callejero. 
Una reconocida marca de detergentes, Ña Pancha, utilizó de modelo a la actriz afroperuana Esther Chávez desde los años 1960. En 2020 volvería a aparecer por breve tiempo hasta que su actual propietario, el Grupo Calá, lo retiró definitivamente.

## Otros usos
En Cuba, Islas Canarias y Venezuela, ño o ños es una interjección que expresa sorpresa, indignación o hastío. Sin embargo, en este caso se cree que su origen es una abreviación de «coño», palabro vulgar también usado con las mismas intenciones.
En zonas rurales de América, ños es usado por los pastores como una forma cariñosa de llamar a las ovejas, vacas y terneros.

## Variaciones

### Brasil
Algunos autores, como Mário Marroquim, argumentan que "ño" y "ña" dieron origen a la formación de los tratamientos "Nhô" y "Nhá," parte del dialecto caipira, hablado en la región del Estado de São Paulo y en zonas de su influencia cultural. Las incursiones de los bandeirantes en Hispanoamérica posiblemente importaron estos tratamientos a São Paulo, donde supuestamente fueron modificados.